# Jane Casey
Jane Casey (* 1977 in Dublin) ist eine irische Autorin von Kriminalromanen.

## Leben
Casey wuchs in Castleknock auf, 8 km westlich des Zentrums von Dublin. Sie studierte Englisch am Jesus College in Oxford und irische Literatur am Trinity College in Dublin.
Ihr erstes Buch The Missing (dt. Die Vermissten) wurde im Februar 2010 von Ebury Press veröffentlicht. Es wurde für den Ireland AM Crime Fiction Award in die engere Wahl gezogen.
Anschließend begann sie eine Reihe von Romanen mit Detective Constable Maeve Kerrigan, die ersten fünf Bände sind auch in deutscher Sprache erschienen. Left For Dead (dt. noch nicht erschienen), das zeitlich als fünftes Buch dieser Reihe erschien, ist eine Novelle und deshalb vor dem ersten Buch The Burning (dt. Der Brandstifter) einzuordnen.
Casey schrieb außerdem eine Reihe von Romanen für junge Erwachsene: Sturz ins Bodenlose und Sommer am Abgrund; das dritte Buch dieser Reihe Hide and Seek ist bisher (Stand Februar 2020) ausschließlich in englischer Sprache erschienen.

## Werke
- Die Vermissten. Blanvalet Taschenbuch Verlag, 2011, ISBN 978-3-442-37521-9 (Originaltitel: The Missing. Ebury Press, London 2010, ISBN 978-0-09-193599-3, übersetzt von Franka Reinhart)
- The Killing Kind. Harper Collins, 2021, ISBN 978-0-00-840492-5

### Jess-Tennant-Reihe
- Sommer am Abrund. Deutscher Taschenbuch Verlag, 2015, ISBN 978-3-423-71629-1 (Originaltitel: How To Fall. Ebury Press, London 2013, ISBN 978-0-552-56603-2, übersetzt von Friederike Zeininger)
- Sturz ins Bodenlose. Deutscher Taschenbuch Verlag, 2015 ISBN 978-3-423-71629-1 (Originaltitel: Bet Your Life. Corgi Childrens, 2014, ISBN 978-0-552-56604-9, übersetzt von Friederike Zeininger)
- Hide and Seek. Griffin St. Martin’s, 2015, ISBN 978-1-250-04067-1

### Maeve-Kerrigan-Reihe
- Der Brandstifter. Blanvalet Taschenbuch Verlag, 2012, ISBN 978-3-442-37520-2 (Originaltitel: The Burning. Ebury Press, London 2010, ISBN 978-0-09-193600-6, übersetzt von Franka Reinhart)
- Der Ungnädige. Blanvalet Taschenbuch Verlag, 2013, ISBN 978-3-442-38010-7 (Originaltitel: The Reckoning. Ebury Press, London 2011, ISBN 978-0-09-194120-8, übersetzt von Franka Reinhart)
- Die Blender. Blanvalet Taschenbuch Verlag, 2014, ISBN 978-3-442-38011-4 (Originaltitel: The Last Girl. Ebury Press, London 2012, ISBN 978-0-09-194121-5, übersetzt von Franka Reinhart)
- Left For Dead. Ebury Press, London 2013, ISBN 978-1-4481-7797-4
- Der Lilienmörder. Blanvalet Taschenbuch Verlag, 2015, ISBN 978-3-7341-0043-7 (Originaltitel: The Stranger You Know. Ebury Press, London 2013, ISBN 978-0-09-194836-8, übersetzt von Franka Reinhart)
- Die Todesspieler. Blanvalet Taschenbuch Verlag, 2016, ISBN 978-3-7341-0044-4 (Originaltitel: The Kill. Ebury Press, London 2014, ISBN 978-0-09-194968-6, übersetzt von Franka Reinhart)
- After the Fire. Ebury Press, London 2016, ISBN 978-0-09-194969-3
- Let The Dead Speak. Harper Collins, 2017,  ISBN 978-0-00-814898-0
- One in Custody. Harper Collins, 2019  ISBN 978-0-00-827503-7
- Cruel Acts. Harper Collins, 2019, ISBN 978-0-00-814903-1
- Love Lies Bleeding. Harper Collins, 2019, ISBN 978-0-00-814914-7
- The Cutting Place. Harper Collins, 2020, ISBN 978-0-00-814908-6
- Silent Kill. Harper Collins, 2020, ISBN 978-0-00-814915-4